# Zaanstad

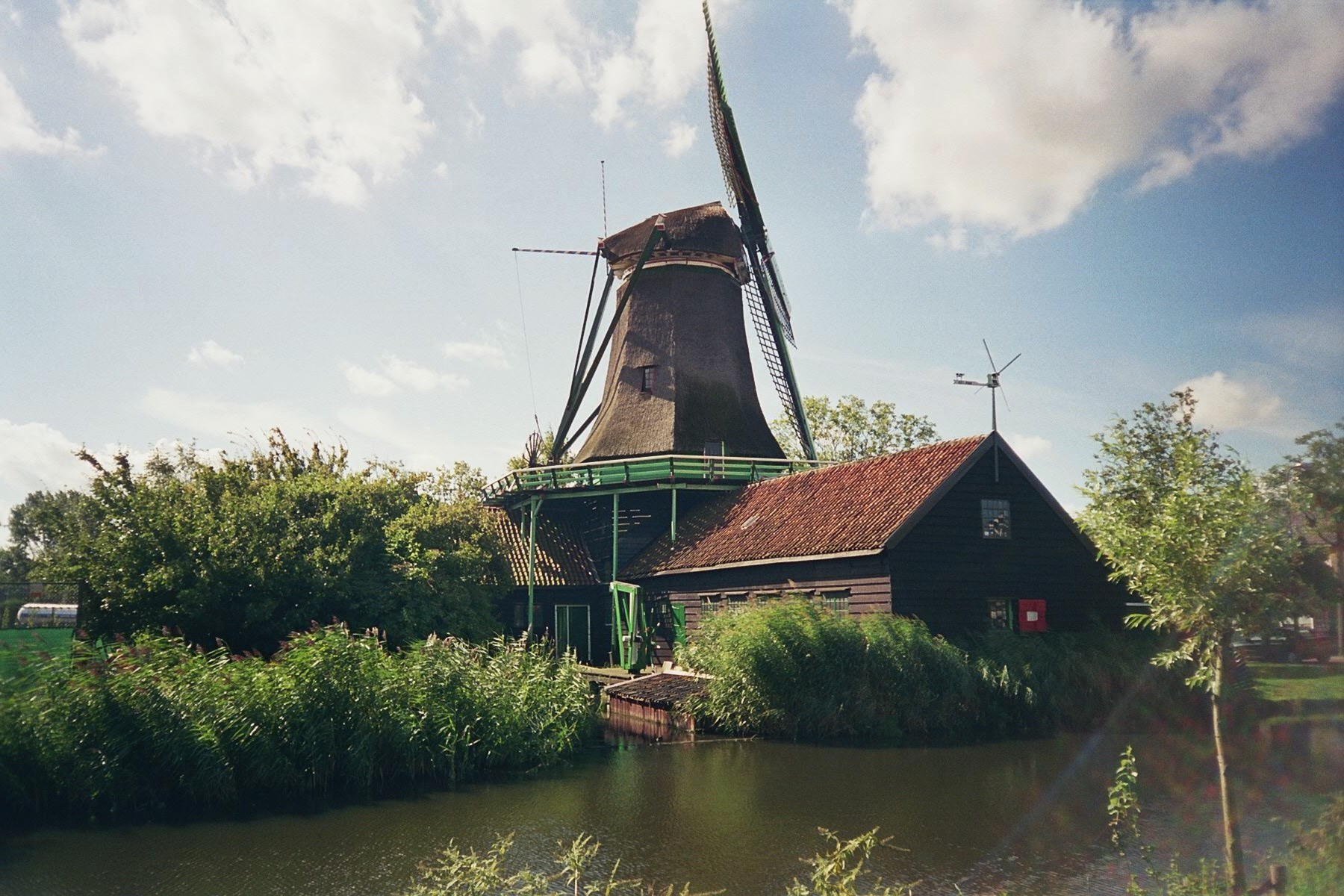
Windmill "Het Pink"

Zaanstad là một đô thị ở tỉnh Noord-Holland của Hà Lan. Khu tự quản này nằm ở Tây Bắc nằm trong Amsterdam. Thị trấn chính của nó là Zaandam. Nó là một phần của khu vực đô thị Amsterdam. Khu tự quản này có dân số 151.109 người trong năm 2014

## Các trung tâm dân cư
Đô thị Zaanstad gồm các trung tâm dân cư sau: Assendelft, Koog aan de Zaan, Krommenie, Westzaan, Wormerveer, Zaandam, Zaandijk, 't Kalf, Kogerveld.

## Thành phố kết nghĩa
- Marino, Ý
- Pančevo, Serbia